# 占曾·素万那彭
占曾·素万那彭（2000年9月25日—），泰国女子拳击运动员，2023年世界女子拳击锦标赛66公斤级银牌得主、2022年亞洲運動會女子66公斤级银牌得主、2024年夏季奥林匹克运动会女子66公斤级铜牌得主。